# Sinus Successus
Sinus Successus – lateinisch für Bucht des Erfolges – ist ein Ausläufer des Mare Fecunditatis auf dem Erdmond. Die Benennung erfolgte durch die Internationale Astronomische Union im Jahr 1979.
Die dunkelgraue Basaltfläche des erstarrten Lavasees hat einen mittleren Durchmesser von 130 Kilometern. Die Meeresbucht liegt am Äquator im Osten der erdzugewandten Mondseite, am Nordostrand des Mare Fecunditatis, bei den selenografischen Koordinaten 1° Nord und 59° Ost.